# Réverbération (acoustique)
Pour les articles homonymes, voir Réverbération.
La réverbération est la persistance du son dans un lieu après l'interruption de la source sonore. La réverbération est le mélange d'une quantité de réflexions directes et indirectes donnant un son confus qui décroît progressivement.
La réverbération du lieu d'écoute participe à l'impression musicale. Les cathédrales sont réputées pour leur longue réverbération, qui influe sur le répertoire qui s'y joue. Les architectes et les exploitants des grandes salles de musique symphonique se sont sans cesse préoccupés de l'acoustique des lieux, et ont cherché à la comprendre et à la maîtriser. La réverbération a un effet généralement positif sur l'impression musicale ;  pour permettre aux artistes modernes de faire entendre, depuis la plus petite des cabines d'enregistrement, le son d'une grande salle, ou d'améliorer la perception stéréophonique, les fabricants de matériel électronique et de logiciels ont conçu et commercialisé des effets de réverbération.
Le temps de réverbération optimal dépend de l'usage auquel le local est destiné. Trop de réverbération diminue l'intelligibilité de la parole à distance ; trop peu nuit à l'effet d'harmonie de la musique.

## Réverbération naturelle
La réverbération diffère de l'écho par la confusion des réflexions. Au delà des premières réflexions, le son réverbéré est diffus, on ne distingue plus d'articulations ni de direction d'origine. L'écho, dans lequel les attaques, et éventuellement leur répétition restent distincts, n'est possible que si la première réflexion est détachée, isolée et suffisamment retardée — d'au moins 1⁄20 s —.
La réverbération est un phénomène complexe, que l'on essaye d'évaluer par des indices numériques et parfois par des graphiques. Ils permettent de classer les locaux d'écoute et de vérifier leur adéquation à différents usages — cinéma, théâtre, conférences, concerts — spectacle musical, qui requièrent des caractéristiques différentes en ce qui concerne la réverbération.
La durée de la réverbération se mesure et s'indique par le RT60, temps nécessaire pour que son volume diminue de 60 décibels.

### Conséquences de la réverbération
La réverbération crée l'impression auditive d'espace et augmente l'impression de volume sonore.
La quantité optimale de réverbération diffère selon l'usage du local. Elle est minimale pour les locaux qui diffusent des programmes enregistrés, comme une salle de cinéma. Dans une salle de conférences, elle devrait être un peu plus importante. Avec trop peu de réverbération, le son manque d'ampleur et de force ; avec trop, l'intelligibilité de la parole diminue. La réverbération favorise en général l'écoute musicale. Certains répertoires, comme la musique sacrée, sont conçus pour des espaces fortement réverbérants.
« La réverbération joue un rôle fondamental dans le jugement des salles de concert ». La réverbération doit non seulement être optimale quantitativement, mais doit aussi avoir une réponse spectrale équilibrée, en évitant de privilégier certaines fréquences du son. L'écho est nuisible dans tous les cas.

### Temps de réverbération RT60

#### Mesure du temps de réverbération

Diagramme simplifié du niveau sonore dans un espace réverbérant excité par une impulsion.

La première évaluation de la réverbération est l'indication du temps pendant lequel on perçoit du son après la disparition du son original, que l'on appelle excitation de la salle. Wallace Clement Sabine a effectué les premiers essais avec un tuyau d'orgue pour l'excitation et un chronomètre pour le temps de réverbération. On a normalisé cette mesure subjective. Le temps de réverbération RT60 se définit comme le temps nécessaire pour que le son diminue de 60 dB par rapport au niveau sonore du son initial.
La possibilité d'enregistrer la réponse acoustique d'une salle a permis de perfectionner la mesure de la réverbération. Lorsqu'on effectue plusieurs enregistrements de la réponse d'une salle, afin de déterminer le temps de réverbération, on peut obtenir des graphes très différents. L'intensité sonore dépend en effet beaucoup de la phase du signal d'excitation au moment où celui-ci disparaît. En 1965, Manfred R. Schroeder (en) proposa une méthode basée sur l'intégration de la puissance enregistrée, en partant de la fin. Il montrait que cette intégrale a la même valeur que la moyenne d'une infinité de mesures de la réponse de la salle. Elle permet de mettre en évidence les variations du taux de décroissance du son, qui sont un indice du manque de surfaces diffusantes.
Après les premières réflexions, la décroissance du son diffus est uniforme dans toute la salle ; mais son effet acoustique dépend de l'emplacement de la source et de celui de la mesure. À proximité de la source, le son direct est plus fort ; par conséquent, le niveau relatif auquel on considère que le son réverbéré est négligeable est plus élevé, et il est atteint plus rapidement. Loin de la source, le son direct étant déjà atténué par la distance, la mesure inclut plus de réflexions directes et indirectes et la réverbération est perçue comme plus importante. D'autre part, les architectes des salles de concert tentent, souvent avec succès, de privilégier l'emplacement de l'orchestre comme source ; il n'est pas étonnant que les valeurs de réverbération soient différentes quand l'excitation vient de cet endroit. L'acoustique est également différente à proximité des parois.

#### Prédiction du temps de réverbération
Wallace Clement Sabine a établi une formule afin de prédire le temps de réverbération. Selon cette équation, le temps de réverbération acoustique est proportionnel au volume v divisé  par le produit de l'aire totale de ses parois (murs, planchers et plafonds) par un coefficient d'absorption α compris entre 0 (paroi totalement réfléchissante) et 1 (paroi totalement absorbante). « intuitivement, ce résultat exprime le fait que plus la salle est grande, plus elle peut contenir d'énergie acoustique ».
Toutes les modifications, en particulier la présence d'un public nombreux, affectent le coefficient d'absorption, et par conséquent, le temps de réverbération.
La formule de Sabine, établie pour des salles de concert, concerne les salles assez grandes, approximativement parallèlépipédiques et dont les parois ne sont pas trop absorbantes. Elle est peu précise pour les salles très absorbantes. En 1930, Carl F. Eyring (en) proposa une autre formule, convenant pour les espaces plus amortis, où le logarithme naturel de un moins le coefficient d'absorption remplace au dénominateur le coefficient d'absorption. La formule d'Eyring prédit un temps de réverbération toujours inférieur à celle de Sabine.

### Approfondissement de l'étude de la réverbération

Différentes étapes de la réverbération d'un son dans une pièce.

L'évaluation par le temps de réverbération suppose que la décroissance du son soit uniforme, suivant une loi exponentielle, d'un certain nombre de dB par seconde. Ce n'est pas le cas nécessairement dans les salles, particulièrement quand elles sont le produit d'un effort d'architecture musicale. Le son peut ainsi décroitre d'abord rapidement, tandis que la queue de la réverbération se prolonge.
Pour mieux évaluer la réverbération, on peut mesurer la vitesse de décroissance du son par bande de fréquence, et calculer ainsi plusieurs temps de réverbération. On peut représenter l'évolution dans le temps, bande de fréquence par bande de fréquence, dans un diagramme en cascade.
Des systèmes qui comparent le signal émis par la source à celui capté par un microphone permettent de caractériser la salle en direct et en présence du public, qui contribue par sa présence à la réponse acoustique de la salle.

#### Premières réflexions

Schéma simplifié des premières réflexions dans une salle.

Lorsqu'on examine la réponse d'une salle à une impulsion, obtenue soit par un enregistrement direct, soit par l'analyse, on se rend compte que la réverbération se décompose en plusieurs phases. Après l'arrivée du son direct, des ondes qui ont rebondi une fois ou deux sur les parois arrivent après avoir parcouru un peu plus de chemin. En 1949, Helmut Haas a montré que ces réflexions, quand elles arrivent de 1  à   30 ms après le son direct, ne perturbent pas la perception de la direction d'origine du son, mais augmentent le volume sonore perçu. Les réflexions latérales améliorent la dimension spatiale perçue de la source.
Tandis que la fin de la réverbération est assez semblable dans tous les espaces, ne variant que par l'intensité, les premières réflexions sont très caractéristiques.

#### Densité
Après les premières réflexions, des ondes d'intensité variable arrivent après avoir rebondi sur plusieurs surfaces. Dans la partie moyenne de la réverbération, ces ondes arrivent plus ou moins fréquemment. La notion de densité exprime la fréquence (au sens statistique) de ces arrivées dans le temps.

### Maîtrise de la réverbération d'une pièce
Pour modifier la réverbération dans une pièce, soit pour l'augmenter ou la diminuer, soit pour en éliminer certains effets désagréables, comme des résonances, il faut traiter les surfaces des murs, sols et plafonds.
- Les surfaces dures (ex. : en verre ou en béton) et lisses sont réfléchissantes, c'est-à-dire que le son rebondit comme la lumière sur un miroir, avec l'angle de départ égal à l'angle d'arrivée.

- Les surfaces en volumes complexes et les surfaces convexes sont diffusantes, c'est-à-dire qu'elles renvoient le son dans toutes les directions.

- Les surfaces en matériau mou sont absorbantes, elles ne renvoient pas de son.

| Matériau             | α    |
| -------------------- | ---- |
| Surface liquide      | 0,02 |
| Brique               | 0,04 |
| Contreplaqué         | 0,09 |
| Vitre                | 0,12 |
| Ciment               | 0,29 |
| Sol avec tapis       | 0,37 |
| Gravier              | 0,70 |
| Tenture lourde       | 0,72 |
| Absorbant acoustique | 0,99 |

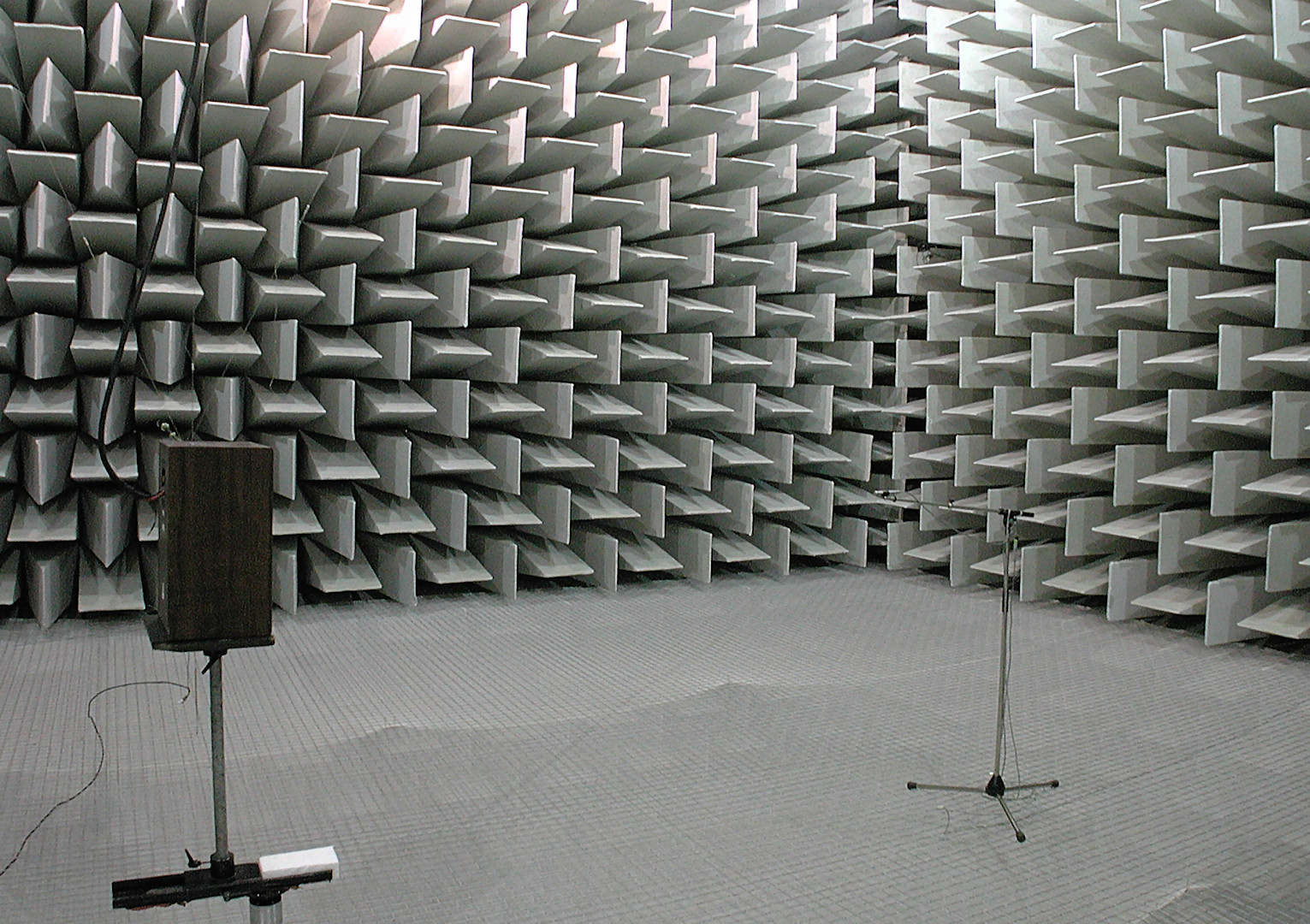
Chambre anéchoïque du Laboratoire national de métrologie et d'essais (France).

On trouve des matériaux de construction conçus pour chacun de ces trois effets. Dans les studios d'enregistrement, on peut disposer des cloisons mobiles pour obtenir un son suffisamment réverbéré, même sans employer d'effet électroniques. Les chambres anéchoïques sont construites de telle manière à absorber toute réflexion, éliminant totalement la réverbération.
Poussant cette démarche jusqu'à ses dernières conséquences, l'Institut de recherche et coordination acoustique/musique (IRCAM), à Paris, possède un espace de projection dont l'acoustique est entièrement réglable par des panneaux mobiles à trois faces couvrant toutes les parois.

## Effet de réverbération artificielle
La réverbération artificielle (dite couramment « réverbe » ou « reverb » par apocope) est un dispositif électronique visant à produire le même genre d'effet auditif que la réverbération : augmenter le niveau sonore, enrichir et harmoniser le son. On peut chercher à donner l'impression d'une écoute dans un lieu plus ou moins vaste.